# 트리스탄과 이졸데 (영화)
《트리스탄 & 이졸데》(Tristan & Isolde)는 미국에서 제작된 케빈 레이놀즈 감독의 2006년 드라마, 멜로/로맨스 영화이다. 제임스 프랭코 등이 주연으로 출연하였고 모쉬 다이아만트 등이 제작에 참여하였다.

## 출연

### 주연
- 제임스 프랭코
- 소피아 마일즈

### 조연
- 루퍼스 스웰
- 데이비드 오하라
- 헨리 카빌
- JB 블랭크
- 제이미 킹

## 기타
- 공동제작: 잔 판틀
- 공동제작: 제임스 플린
- 공동제작: 앤 레이
- 공동제작: 모건 오설리반
- 미술: 마크 게러티
- 의상: 모리지오 밀렌노티
- Ass-PD: 데이비드 민코브스키
- 배역: 엔자 디아베그
- 배역: 케이트 도드

## 같이 보기
- 트리스탄과 이졸데